# قطعنامه ۸۵۶ شورای امنیت
قطعنامه ۸۵۶ شورای امنیت سازمان ملل متحد که در تاریخ ۱۰ اوت ۱۹۹۳ تصویب شد، سندی بین‌المللی دربارهٔ وضعیت در لیبریا است. این قطعنامه طی نشست ۳۲۶۳ام با ۱۵ رای موافق، ۰ مخالف و ۰ ممتنع تصویب شد.